# Andrea Maria Erba
Andrea Maria Erba, né le 1er janvier 1930 à Biassono dans la province de Monza et mort le 21 mai 2016 à Velletri (Latium), est un évêque barnabite italien, évêque émérite du diocèse de Velletri-Segni.

## Biographie
Né le 1er janvier 1930 à Biassono, (MB), Andrea Maria Erba est ordonné prêtre dans l'ordre des Barnabites le 17 mars 1956.
Consacré évêque de Velletri-Segni par le Pape Jean-Paul II le 6 janvier 1989 avec comme co-consécrateurs Edward Idris Cassidy et José Tomás Sánchez. Il se retire, pour limite d'âge le 28 janvier 2006.
Pour sa retraite il se retire à Rome, à la Curie Géneralitia des Pères Barnabites. Il était membre de la Congrégation pour les causes des saints. Il est hospitalisé pour des problèmes neurologiques en avril 2016 et il décède le 21 mai suivant.

## Publications
- Antologia degli Scritti, vol. 1, EDIVI, 2006,  (ISBN 978-88-89231-48-7)
- La Chiesa nella storia. Duemila anni di cristianesimo, Andrea Maria Erba & Pier Luigi Guiducci, Elledici, Turin, 2008
- L'Angelica Paola Antonia Negri, Éd. del Verbo Incarnato, 2008
- Antologia degli Scritti, vol. 2, EDIVI, 2009,  (ISBN 978-88-89231-24-1).